# Melton (Suffolk)
Pour les articles homonymes, voir Melton.
Melton est un village et une paroisse civile du Suffolk, en Angleterre. Il est situé dans le sud-est du comté, à quelques kilomètres au nord-est de la ville de Woodbridge. La Deben coule au sud du village. Administrativement, il relève du district de East Suffolk. Au recensement de 2011, il comptait 3 741 habitants.

## Étymologie
Melton est un toponyme courant en Angleterre. Il dérive généralement des deux éléments vieil-anglais middel et tūn et désigne ainsi « la ferme du milieu ». Cependant, le Melton du Suffolk pourrait plutôt avoir été à l'origine « la ferme au crucifix », le premier élément étant plutôt mǣl. Il est attesté vers le milieu du XIe siècle sous la forme Meltune, puis Meltuna dans le Domesday Book, compilé en 1086.

## Transports
- La gare de Melton (en) est desservie par les trains de la East Suffolk line (en) qui relie Ipswich à Lowestoft.